# اریک الکساندر (فوتبال)
اریک الکساندر (انگلیسی: Eric Alexander؛ زادهٔ ۱۴ آوریل ۱۹۸۸) یک بازیکن فوتبال سابق اهل ایالات متحده آمریکا است.
وی همچنین در تیم ملی فوتبال ایالات متحده آمریکا بازی کرده است.